# Sinobambusa solearis
Sinobambusa solearis là một loài thực vật có hoa trong họ Hòa thảo. Loài này được (McClure) T.Q.Nguyen miêu tả khoa học đầu tiên năm 1991.